# Tom Kapinos
Tom Kapinos é um produtor executivo de televisão e roteirista norte-americano mais conhecido pela criação do seriado Californication.
Cresceu em Levittown, Nova Iorque.